# Lauderdale (del av en befolkad plats)
Lauderdale är en förstad till Hobart i Australien. Den ligger i kommunen Clarence och delstaten Tasmanien, i den sydöstra delen av landet, omkring 14 kilometer öster om delstatshuvudstaden Hobart. Antalet invånare är 2 388.
Trakten är tätbefolkad. Närmaste större samhälle är Hobart, omkring 14 kilometer väster om Lauderdale. 
Genomsnittlig årsnederbörd är 619 millimeter. Den regnigaste månaden är november, med i genomsnitt 79 mm nederbörd, och den torraste är augusti, med 37 mm nederbörd.